# Zeitgeist Mozgalom
A Zeitgeist Mozgalom (angolul: The Zeitgeist Movement; magyarul: „Cájtgájszt-mozgalom”) egy fenntarthatóságot elősegítő, és ennek érdekében társadalmi-gazdasági változást pártoló, alulról szerveződő világméretű mozgalom. A Zeitgeist jelentése: „Korszellem”. A szervezet önkéntes, közösségi alapú aktivizmust, és figyelemfelhívó tevékenységet folytat egy globális és regionális szervezeti hálózat, projektcsapatok, éves rendezvények, médiagyártás, valamint jótékonyság révén.
A mozgalom fókuszában többek között az áll, hogy  felismeri, hogy az olyan problémák, mint szegénység, hajléktalanság, korrupció, válság, háborúk, és éhezés csupán „tünetei” egy idejétmúlt társadalmi rendszernek, ugyanis a 20. század folyamán a föld meghaladta a tényleges hiányt (pl. élelmiszer, víz, ruházat, lakás, stb.), és már csak ezen javak elosztásával van a gond. Az elosztás pedig a gazdasági rendszer alapján szerveződik, ami a hiány menedzseléséről szól. A jelenlegi gazdasági rendszer ugyanis csak hiány, és problémák mellett tud működni, tehát már mesterségesen tartja fenn azokat, méghozzá a kínálat és a vásárlóerő korlátozása, valamint a kereslet növelése (pl. reklámok, függőség) révén.
A Mozgalom aktivizmusa és figyelemfelhívó tevékenysége rövid-, és hosszútávra is vonatkozik. A hosszútávú cél - az áttérés az Erőforrás-Alapú Gazdasági Modellre - folyamatos törekvést jelent, amely mellett szükség van átmeneti reformokra, valamint közvetlen közösségi támogatásra.
A Zeitgeist Mozgalom nem tartozik egyetlen országhoz, vagy politikai erőhöz sem. A világra egyetlen rendszerként tekint, az emberiségre pedig egyetlen nagy családként, és felismeri, hogy ha hosszútávon szeretnénk fennmaradni, akkor az országoknak fel kell hagyniuk a fegyverkezéssel, és meg kell osztaniuk az erőforrásokat és ötleteket. Tehát a megoldások, amelyekre jutott, és amelyeket terjeszt a Földön mindenki érdekeit szolgálja, nem csak egy bizonyos csoportét.

## Története
A többek között Jacque Fresco erőforrás-alapú gazdaság elméletéről szóló, Peter Joseph által készített 2008-as Zeitgeist: Addendum dokumentumfilm inspirálására alapították meg a Zeitgeist-mozgalmat. A hivatalos nemzetközi weboldalukon a Vénusz projekt aktivista ágaként azonosították magukat. A Vénusz projekt az ipari mérnök és társadalomtudós Jacque Fresco nonprofit vállalkozása, ám azóta szétváltak, és a TZM a Vénusz projekttől függetlenül végzi tevékenységét. A szétválást Peter Joseph kommunikációs problémákkal indokolta (pl. azzal, hogy a Vénusz projekt vezetősége inkább elméleti, mintsem technikai módon állt hozzá a témához). További nézeteltéréseket okozott, hogy Fresco tervei többségét szabadalmaztatta, és nem kívánta nyílt forrásúvá tenni, ami viszont hátráltatja azok alkalmazását, továbbfejlesztését.
2011. március 1-jén a Zeitgeist Mozgalom több mint 600 000 tagot számlált világszerte.

## Gondolatmenet
A Zeitgeist-mozgalom legalapvetőbb céljának tartja a jelen társadalom monetáris alapú gazdaságról való erőforrás-alapú gazdaságára történő átállását. A mozgalom arra a következtetésre jutott, hogy a nacionalizmus, kormányok, rasszok, vallások, felekezetek és társadalmi osztályok téves, idejétmúlt megkülönböztetési formák. Csakis az emberek megosztásában játszanak szerepet, nem járulnak hozzá semmilyen mértékben az ember – sem az egyén, sem az emberiség – haladásához, fejlődéséhez. A társadalom változással szembeni félelmei ellenére, A Zeitgeist-mozgalom figyelembe veszi, hogy a társadalmi struktúrák - amelyek emberi, mesterséges koncepciók - elavulttá válnak az idő múlásával, ezzel kerékkötőivé lesznek az emberi fejlődésének. A zavartalan társadalmi haladás elősegítése érdekében két feltételnek kíván eleget tenni. A Zeitgeist-mozgalom célja, hogy ismertesse az emberekkel ezt a két feltételt:
- a mai legjobb tudáshoz mérten kell felfrissíteni az emberi értékrendszert
- a környezeti visszajelzéseknek alá kell támasztaniuk e világnézet helyénvalóságát.

## Erőforrás-Alapú Gazdaság
A TZM a fenntarthatóság biztosítása miatt szükségesnek tartja egy új gazdasági modellre való áttérést, mivel a jelenlegi eredendően fenntarthatatlan. Az Erőforrás Alapú Gazdaság (EAG) egy tudományos alapú gazdasági rendszer, melynek három alappillére a következő:
1. Nyersanyagok, erőforrások számbavételezése
2. Dinamikus egyensúlyra való törekvés (pl. szenzorok, és folyamatos visszacsatolás, és algoritmusok révén)
3. Stratégiai dizájn (előrelátó tervezés, többek között a tartósság, modularitás, és optimalizált újrahasznosítás érdekében)

Az EAG további jellemzői:
1. Az ideológiák és vélemények helyett a tudományos konszenzus alkalmazása a kormányzásban
2. Önellátó városok (pl. vertikális farmok, erőművek, ipartelep, újrahasznosító üzem minden városban)
3. A javak használata hozzáférés-alapon (a pazarló, tulajdon-alapú használat helyett, mely a bőség mellett elavult)
4. A pénz, és a piac marginális szerepe (az alapvető javak - pl. élelmiszer, ruházat, lakás - bőségben rendelkezésre állnak)
5. A munka automatizálására való törekvés (a munkabér koncepciója az automatizáció exponenciális terjedése mellett elavult)
6. A Föld népeinek egyesítése (a globalizáció révén ránk is hatással vannak a bolygó túlsó felén bekövetkező események, és fordítva)

Jacque Fresco az 1929-es világválság során azt látta, hogy a nyersanyagok, erőforrások, és a termelőeszközök megmaradtak, az emberek mégsem látták el szükségleteiket, ezért arra jutott, hogy a gazdasági rendszer nem észszerűen van szervezve. Tapasztalatai alapján egy erőforrás alapú gazdasági modellt javasolt, amely a monetáris pénzalapú gazdaság alternatívájául szolgál. Megállapította, hogy a jelen gazdaság "hiány-orientált", vagy más néven, "hiányra épülő", de ennek ellenére Földünk természetes erőforrásokban és energiában gazdag, tehát modern technológiával a globális népesség szükségletei kielégíthetőek.
Egy példával is szolgál, hogy érthetőbben kifejtse álláspontját:
A II. világháború kezdetén az U.S. alig 600 első-osztályú harci repülőgéppel rendelkezett. 90 000 repülőt gyártva egy év alatt sebesen felülkerekedtünk ezen a hiányos készleten. A II. világháború kezdetén azt a kérdést tettük fel magunknak, hogy van-e elég megtakarításunk, hogy előállítsuk a szükséges kellékeket a háborúhoz. A válasz az volt, hogy nem, nincs elég pénzünk, sem elég aranyunk, de több mint elég erőforrásunk volt. Mindössze az elérhető erőforrások tették lehetővé a USA-nak hogy elérje a mennyiségi tömegtermelést és magas hatékonyságot, hogy megnyerhesse a háborút. Balszerencsénkre, ez a módszer csak háború idején kerül megfontolásra.

## Médiavisszhang

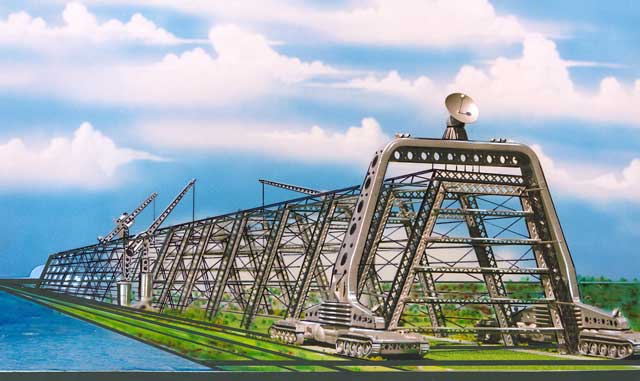
Önműködő építkezési rendszer

2009 április 30-án a Palm Beach Postnál Rhonda Swan írta:
Mégis ki vitatkozhatna egy ilyen mozgalommal? Az, amink most van sosem működött úgy, hogy az az egész társadalom érdekeit szolgálja. Mégis mit gondolunk, ez így meddig mehet tovább? Fenntartani a jelen rendszert, és valami mást várni tőle mint amit mindig is nyújtott, őrültség a részünkről, nemdebár?

## Zeitgeist filmek magyarul
Korszellem: A film (2007)
A film három témára tagolódik: vallás, politika és gazdaság. E három összetevőből alkot egyet: egy konspirációt, egy összeesküvés-elméletet.
- A Korszellem: A film (2007) c. film adatlapja a Port.hu-n
- A Korszellem: A film (2007) c. film adatlapja az IMDB.com-on
- A film magyar felirattal megtekinthető a YouTube-on

Korszellem: Kiegészítés (2008)
A filmben a készítők a pénzügyi folyamatok, bankok, és vállalatok üzleti világát próbálják sajátos nézőpontból bemutatni.
- Korszellem: Kiegészítés (2008) c. film adatlapja a Port.hu-n
- Korszellem: Kiegészítés (2008) c. film adatlapja az IMDB.com-on
- A film magyar szinkronnal megtekinthető a YouTube-on

Korszellem: Haladjunk tovább (2011)
- Korszellem: Haladjunk tovább (2011) c. film adatlapja a Port.hu-n
- Korszellem: Haladjunk tovább (2011) c. film adatlapja az IMDB.com-on
- A film magyar szinkronnal megtekinthető a YouTube-on